# العلاقات الكويتية المارشالية
العلاقات الكويتية المارشالية هي العلاقات الثنائية التي تجمع بين الكويت وجزر مارشال.

## مقارنة بين البلدين
هذه مقارنة عامة ومرجعية للدولتين:
| وجه المقارنة                                              | الكويت        | جزر مارشال                     |
| --------------------------------------------------------- | ------------- | ------------------------------ |
| المساحة (كم2)                                             | 17.82 ألف     | 181                            |
| عدد السكان (نسمة)                                         | 4.14 مليون    | 53.13 ألف                      |
| الكثافة السكانية (ن./كم²)                                 | 232.32        | 29.35 ألف                      |
| العاصمة                                                   | مدينة الكويت  | ماجورو                         |
| اللغة الرسمية                                             | اللغة العربية | لغة إنجليزية، اللغة المارشالية |
| العملة                                                    | دينار كويتي   | دولار أمريكي                   |
| الناتج المحلي الإجمالي (بليون دولار)                      | 120.13 مليار  | 199.40 مليون                   |
| الناتج المحلي الإجمالي (تعادل القوة الشرائية) بليون دولار | 290.53 مليار  | 207.25 مليون                   |
| الناتج المحلي الإجمالي الاسمي للفرد دولار أمريكي          | 29.30 ألف     | 3.38 ألف                       |
| الناتج المحلي الإجمالي للفرد دولار أمريكي                 | 73.25 ألف     | 3.80 ألف                       |
| مؤشر التنمية البشرية                                      | 0.816         |                                |
| رمز المكالمات الدولي                                      | +965          | +692                           |
| رمز الإنترنت                                              | .kw           | .mh                            |
| المنطقة الزمنية                                           | ت ع م+03:00   | ت ع م+12:00                    |

## منظمات دولية مشتركة
يشترك البلدان في عضوية مجموعة من المنظمات الدولية، منها:
| علم المنظمة | اسم المنظمة                   | تاريخ انضمام الكويت | تاريخ انضمام جزر مارشال |
| ----------- | ----------------------------- | ------------------- | ----------------------- |
|             | البنك الدولي للإنشاء والتعمير | 13 سبتمبر 1962      | 21 مايو 1992            |
|             | يونسكو                        | 18 نوفمبر 1960      | 30 يونيو 1995           |
|             | الاتحاد الدولي للاتصالات      | 14 أغسطس 1959       | 22 فبراير 1996          |
|             | مؤسسة التمويل الدولية         | 13 سبتمبر 1962      | 23 سبتمبر 1992          |
|             | منظمة الشرطة الجنائية الدولية | ?                   | ?                       |
|             | الأمم المتحدة                 | 14 مايو 1963        | 17 سبتمبر 1991          |
|             | مؤسسة التنمية الدولية         | 13 سبتمبر 1962      | 19 يناير 1993           |
|             | منظمة حظر الأسلحة الكيميائية  | ?                   | ?                       |

## وصلات خارجية
- موقع وزارة الخارجية الكويتية